# Opius damnosus
Opius damnosus (лат.) — вид паразитических наездников рода Opius из семейства Braconidae (Opiinae). Африка (Тунис), Европа (в том числе, Россия) и Азия (Иран, Корея). Мелкие наездники (менее 3 мм). От близких видов отличается следующими признаками: проподеум с морщинистой скульптурой; мезонотум с срединно-задним мезоскутальным углублением. Предположительно, как и у других представителей своего рода, их хозяевами служат мухи семейства Agromyzidae. Вид был впервые описан в 1980 году венгерским энтомологом Jenő Papp (1933-2017; Hungarian Natural History Museum, Будапешт, Венгрия). Включён в состав подрода Allotypus.